# Herînea, Dolîna
Herînea (în ucraineană Гериня) este o comună în raionul Dolîna, regiunea Ivano-Frankivsk, Ucraina, formată numai din satul de reședință.

## Demografie
Componența lingvistică a comunei Herînea
     Ucraineană (99,61%)
     Alte limbi (0,39%)
Conform recensământului din 2001, majoritatea populației comunei Herînea era vorbitoare de ucraineană (99,61%), existând în minoritate și vorbitori de alte limbi.